# Poppy (singel StayC)
Poppy – pierwszy japoński singel południowokoreańskiej grupy STAYC. Został wydany 16 listopada w wersji Digital download i 23 listopada 2022 roku, na CD.

## Historia wydania
14 października 2022 roku High Up Entertainment ogłosiło, że STAYC zadebiutuje w Japonii singlem POPPY. Pierwszy zwiastun teledysku do tytułowej piosenki ukazał się 7 listopada dwa kolejne 10 i 14 listopada. Natomiast sam teledysk miał swoją premierę 16 listopada. 14 lutego 2023 roku ukazała się koreańska wersja piosenki „Poppy”, która znalazła się na płycie Teddy Bear czwartym single albumie grupy.

## Lista utworów
CD
| Nr | Tytuł utworu           | Tekst                                             | Kompozycja                     | Aranżacja | Długość |
| -- | ---------------------- | ------------------------------------------------- | ------------------------------ | --------- | ------- |
| 1. | „POOPY”                | Co-sho                                            | Rado, FLYT, Will.B             | —         | 2:59    |
| 2. | „ASAP -Japanese Ver.-” | Black Eyed Pilseung, Jeon Goon, Shoko Fujibayashi | Black Eyed Pilseung, Jeon Goon | Rado      | 3:15    |

DVD
| 1. | STAYC Special Movie |  |
|    |                     |  |